# Hydrotaea femorata
Hydrotaea femorata är en tvåvingeart som beskrevs av Stein 1914. Hydrotaea femorata ingår i släktet Hydrotaea och familjen husflugor. Inga underarter finns listade i Catalogue of Life.